# Силовое поле (фантастика)
Силовое поле или силовой щит или защитный щит или защитный экран (англ. force field или англ. protective shield) — широко распространенный термин в фантастической и научно-фантастической литературе, а также в литературе жанра фэнтэзи, который обозначает некий невидимый (реже — видимый) барьер, основная функция которого — защита некоторой области или цели от внешних или внутренних проникновений. Эта идея может базироваться на концепции векторного поля. В физике этот термин также имеет несколько специфических значений (см. Силовое поле (физика)).

## Силовые поля в литературе
Понятие «силовое поле» довольно часто встречается в художественных произведениях, кинофильмах и компьютерных играх.
Согласно множеству художественных произведений, силовые поля имеют следующие свойства и характеристики, а также используются в следующих целях:
- Атмосферный энергобарьер позволяющий работать в помещениях, открыто соприкасающихся с вакуумом (например с космическим). Силовое поле держит атмосферу внутри помещения и не дает ей выйти за пределы этого помещения: в то же время твердые и жидкие объекты могут свободно проходить в обе стороны
- Барьер, защищающий от различных атак противника, будь то атаки энергетическим (в том числе пучковым), кинетическим или торпедным оружием.
- Для удержания ("не дать выйти") цели на месте либо в пределах ограничиваемого силовым полем пространства.
- Блокирует телепортацию вражеских (а иногда и дружественных) войск на корабль, военную базу и т. д.
- Барьер, сдерживающий распространение в воздухе определённых веществ, например, токсичных газов и паров (часто это разновидность технологии, применяемой для создания барьера между космосом и внутренним пространством корабля/космической станции) либо определенных видов излучений (напр., радиоволн, радиации).
- Средство гашения пожара, ограничивающее приток воздуха (и кислорода) в область пожара, — огонь, израсходовав весь доступный кислород (или иной сильный газ-окислитель) в закрытой силовым полем области, полностью потухает.
- Щит для защиты чего-либо от воздействия природных или техногенных (в том числе оружия) сил. Например в Star Control в некоторых ситуациях силовое поле может быть достаточно большим, чтобы покрыть целую планету.
- Силовое поле может использоваться для создания временного жилого пространства в месте, которое изначально непригодно для жизни использующих его разумных существ (например, в космосе или под водой).
- Как мера безопасности, чтобы направить кого-то или что-то в нужном направлении для захвата;
- В качестве некоей замены погрузочным устройствам "бесконтактного" действия (напр., силовой луч типа "Tractor Beam", кроме собственно погрузки позволяющий также взять соседний/вражеский корабль "на абордаж").
- Вместо дверей и решеток камер в тюрьмах.
- В фантастическом сериале Star Trek: The Next Generation секции космического корабля имели внутренние генераторы силового поля, которые позволяли экипажу включать силовые поля для предотвращения прохождения любой материи или энергии сквозь них. Они также использовались в качестве «окон», которые отделяют вакуум космоса от жилой атмосферы, для защиты от разгерметизации вследствие повреждения или местного разрушения основного корпуса корабля.
- Силовое поле может полностью покрывать поверхность человеческого тела для защиты от внешних воздействий. В частности, в Star Trek: The Animation Series астронавты Федерации используют энергополевые скафандры вместо механических. А в Звездных вратах фигурируют персональные энергощиты.

## Силовые поля в научной интерпретации
Технология плазменного окна имеет частичную функциональность силовых полей, так как обеспечивает разделение между газом и вакуумом и в то же время позволяет радиации и энергетическим частицам проходить сквозь него. Однако, в настоящее время фактически есть лишь один метод создания энергетического щита: использовать электромагнетизм для воздействия на движение металлических объектов и пучки заряженных частиц.
В настоящее время создание силовых полей (в их литературном понимании) невозможно по следующим причинам:
- В настоящее время не существует таких источников энергии, которые могли бы создавать силовые поля с теми функциями, которые присутствуют в художественной литературе.
- В настоящее время не существует технологии, позволяющей правильно распределять энергию для создания силового поля с функциями, описываемыми фантастикой.

Сообщается, что «Компания Boeing запатентовала технологию силовых полей, часто описываемых в фантастических фильмах и литературе. Патент авиационного гиганта носит название „Метод и система для ударно-волнового затухания с помощью электромагнитной дуги“. Технология в её текущей форме не обеспечивает полную защиту от снарядов или шрапнели, однако способна значительно снизить воздействие ударной волны на технику.»